# Caenorhabditis elegans
Caenorhabditis elegans, häufig abgekürzt als C. elegans, ist ein Fadenwurm aus der Gruppe der Rhabditiden, der vor allem in der Entwicklungsbiologie und der Genetik als Modellorganismus erforscht wird. Der Name ist griechisch-lateinischer Herkunft und bedeutet „eleganter neuer Stab“ (griechisch καινός ‚neu‘, ράβδος ‚Stab, Rute‘; lateinisch elegans ‚elegant‘).

## Merkmale

### Anatomie

Schematische Darstellung der Anatomie eines ausgewachsenen zwittrigen Individuums von C. elegans mit Schwerpunkt auf den Fortpflanzungs- und Verdauungsorganen

Adulte Individuen sind etwa einen Millimeter lang und haben einen Durchmesser von 65 µm (0,065 mm), sind also mit bloßem Auge gerade noch zu erkennen. Ein Teil der Population besteht aus Zwittern (Hermaphroditen), die sich durch Selbstbefruchtung fortpflanzen können. Es handelt sich dabei um sogenannte Konsekutivzwitter, das heißt, diese Tiere produzieren in ihren Keimdrüsen (Gonaden) zunächst Spermien, die in einer Spermathek gespeichert werden, und nachfolgend bilden sie Oozyten. Der andere Teil der Population besteht aus reinen Männchen, die mit den Hermaphroditen kopulieren und so sexuell neuen Nachwuchs produzieren können.
Außerdem besitzt die Art ein einfach gebautes Nervensystem, dessen Hauptelemente ein circumpharyngealer (um den Isthmus des Pharynx geschlungener) Nervenring, ein ventral (an der Bauchseite) und ein dorsal (an der Rückenseite) verlaufender Nervenstrang sowie mehrere Nervenknoten (Ganglien) in der Kopf- und Schwanzregion sind. Es besteht aus 302 Nervenzellen bei adulten Hermaphroditen. Bis zum Jahr 2015 waren bei adulten Männchen 383 Nervenzellen bekannt, bevor noch ein weiteres Neuronenpaar unter der Bezeichnung „MCMs“ (von englisch mystery cells of the male) beschrieben worden ist. Die Anzahl der Nervenzellen bei Männchen beträgt folglich insgesamt 385. Die im Vergleich zu den Hermaphroditen überzähligen Neuronen der Männchen liegen vorwiegend in der Region des spezialisierten Schwanzes (eine Ausnahme bilden u. a. die „MCMs“, die in der Kopfregion liegen) und steuern das Paarungsverhalten.
Das Phänomen der Zellkonstanz (Eutelie), das bei C. elegans nicht nur bei den Zellen des Nervensystems auftritt, ist nicht zuletzt ausschlaggebend für die Nutzung der Art als Modellorganismus in der biologischen und medizinischen Forschung (siehe unten): Jeder adulte Hermaphrodit besitzt immer genau 959, jedes adulte Männchen genau 1031 somatische Zellkerne.

### Lebensraum
C. elegans lebt normalerweise im Boden gemäßigter Klimazonen, das Temperaturoptimum liegt zwischen 4 °C und 30 °C. Dort ernährt der Wurm sich von Bakterien, die totes organisches Material abbauen.

### Lebenszyklus
Der Hermaphrodit legt während seines Lebens etwa 300 Eier, aus denen die L1-Larven schlüpfen. Es folgen 3 weitere Larvenstadien (L2, L3 und L4), die aus Häutungen hervorgehen. Nach etwa 8 Stunden bei einer Raumtemperatur von 25 °C ist das adulte Stadium erreicht. Das adulte Stadium ist optisch von den anderen Stadien durch den Besitz einer Vulva gekennzeichnet.
Man muss anmerken, dass es sich nicht um eigentliche Larvenstadien, sondern um Juvenilstadien handelt.

### Dauerstadium
Unter ungünstigen Bedingungen, zum Beispiel bei hoher Populationsdichte oder bei Futterknappheit, entwickelt sich aus der L2-Larve eine Dauerlarve. Diese ähnelt anfangs einem Tier im L2-Stadium und anschließend einer L3/L4. Das Dauerstadium wird durch das Dauerpheromon (ein Cholesterol-Derivat, Steroid) induziert und kann drei Monate anhalten.
Die Dauerlarve weicht morphologisch von den normalen Larven ab. Ihre Gestalt ist dünner als die der (normalen) L2. Die Dauerlarve besitzt eine dickere, dreilagige Cuticula und eine kleinere Mundöffnung, wodurch sie vor dem Austrocknen geschützt ist. (Anatomie und Stoffwechsel unterscheiden sich erheblich von den anderen Stadien). Während die frühen Dauerstadien sehr aktiv sind und nach Futter suchen, verhalten sich die späteren Dauerstadien passiv und liegen auf den Agarplatten nebeneinander. Ihr passives Verhalten verhindert, dass sie zu viel der eingelagerten Ressourcen verbrauchen.
Durch Berührungsreize können sie zu Fluchtbewegungen animiert werden. Kommt ein Tier des Dauerstadiums in Kontakt mit Futter, entwickelt es sich zur L4-Larve.

## Modellorganismus
In den 1960er Jahren wurde Caenorhabditis elegans durch den Entwicklungsbiologen Sydney Brenner (Nobelpreis für Physiologie oder Medizin 2002) in die Wissenschaft als Beobachtungsobjekt für die Zellbiologie und die Entwicklungsbiologie eingeführt.
Caenorhabditis elegans zeichnet sich durch die so genannte Eutelie aus. Das Entwicklungsschicksal der einzelnen Zellen ist dabei zumindest im Groben schon zu Beginn der Furchung festgelegt und wird während des Wachstums durch die jeweiligen Vorgängerzellen eindeutig gesteuert (Mosaikentwicklung). Brenner erforschte die zelluläre Regulation dieser Determination. H. Robert Horvitz untersuchte damit zusammenhängend die Apoptose, eine spezielle Form des programmierten Zelltods. Die Ergebnisse der Grundlagenforschung an Caenorhabditis elegans lassen sich auf ein breites Organismenspektrum übertragen, inklusive der Wirbeltiere und damit auch des Menschen. Siehe in diesem Zusammenhang auch Let-7.
Im Laufe der Zeit ist die Beliebtheit von Caenorhabditis elegans als Modellorganismus immer weiter gestiegen, begünstigt durch die einfache Haltung der Tiere auf Agarplatten, mit Bakterien als Nahrung (E. coli-Stämme: OP50 und HB101) und ihre geringe Größe, durch die sie einfach unter dem Durchlichtmikroskop untersucht werden können. Heute zählen sie neben dem Bakterium Escherichia coli, der Taufliege Drosophila melanogaster und der Ackerschmalwand Arabidopsis thaliana zu den am besten erforschten Organismen der Welt. Auch viele andere Teilbereiche der Biologie wie Physiologie, Ökologie, Genomik, Neurobiologie und Evolutionsbiologie ziehen mittlerweile ihren Nutzen aus der Erforschung von Caenorhabditis elegans. Oft erfolgt diese Forschung interdisziplinär, nicht zuletzt mit Fokus auf medizinischen Fortschritt (z. B. auf die Krebsforschung).
Caenorhabditis elegans war 1998 der erste vollständig sequenzierte Vielzeller (Metazoon) überhaupt. Die sechs Chromosomen und das Genom des Mitochondriums enthalten zusammen 100.281.426 Basenpaare und 23.217 Gene. 2003 wurde auch das Erbgut der nahe verwandten Art Caenorhabditis briggsae vollständig entschlüsselt, um Vergleichsmöglichkeiten nahe verwandter Arten zu schaffen.
Im Jahre 2006 erhielt der US-amerikanische Biologe Andrew Z. Fire, ein Schüler von Sydney Brenner, zusammen mit Craig C. Mello den Nobelpreis für Physiologie oder Medizin für die Erforschung von RNA-Interferenz, ein Verfahren, mit dem sich Gene gezielt „stummschalten“ lassen. Diese Arbeiten wurden an Caenorhabditis elegans durchgeführt. Der dritte mit Caenorhabditis elegans verbundene Nobelpreis wurde im Jahre 2008 vergeben, als der US-amerikanische Biologe Martin Chalfie zusammen mit Osamu Shimomura und Roger Y. Tsien den Nobelpreis für Chemie für die Einführung des grün fluoreszierenden Proteins (GFP) in die biomedizinische Grundlagenforschung erhielt. Die Arbeiten von Martin Chalfie wurden an Caenorhabditis elegans durchgeführt. Chalfie war 1977 ebenfalls zu dem Team um Sydney Brenner an der Universität Cambridge gestoßen.
Im Jahr 2024 erhielten die US-amerikanischen Biologen Victor Ambros und Gary Ruvkun für die Entdeckung der microRNA (let-7) im Jahr 1993 an C. elegans den Nobelpreis für Medizin.
Studien an C. elegans lieferten ferner zahlreiche Erkenntnisse zum Zusammenhang zwischen bestimmten externen Reizen, den rezipierenden Nervenzellen, den dadurch ausgelösten Verhaltensweisen und der zugrundeliegenden genetischen Ausstattung der entsprechenden Populationen oder Individuen. So wurde beispielsweise experimentell ermittelt, dass das Phänomen, dass Vertreter bestimmter Zuchtlinien und wilder Populationen von C. elegans dazu neigen, bei der Nahrungsaufnahme Aggregationen zu bilden (englisch social feeding), während andere dies nicht tun (solitary feeding), unter anderem von der Aktivität bestimmter Gene abhängt, die den Aufbau von Ionenkanälen (sogenannter TRP-Kanäle) in bestimmten Sinneszellen (sogenannten Nozizeptorneuronen) codieren, die für die Wahrnehmung potenziell schädlicher Substanzen zuständig sind, die von der Nahrung der Würmer, Bakterien wie E. coli, produziert werden. Auch einige bedeutende Fortschritte bei der Erforschung der Entstehung der Parkinson-Krankheit auf Zellebene konnten durch Experimente mit C. elegans erzielt werden.
Caenorhabditis elegans ist außerdem ein prominenter Modellorganismus in der Alternsforschung. Neben der Lebensspanne verlängernden Wirkung von Kalorienrestriktionen, welche wahrscheinlich über den Insulin/IGF-1-Signalweg wirken, ist die Rolle der Telomere und Telomerase im Alterungsprozess von Caenorhabditis elegans ein intensives Forschungsfeld – Caenorhabditis elegans ist der erste eukaryotische Organismus, welcher seine Telomere auf kanonische Art und Weise mittels Telomerase saniert aber bei dem in einem Telomerase Knock-out Stamm Alternative Lengthening of Telomeres (ALT) beobachtet wurde. ALT war zuvor nur in erster Linie in Drosophila melanogaster aber auch in etwa 10–15 % der klinischen Krebzzelllinien des Menschen bekannt. Bayat et al. berichtete von dem paradoxen Phänomen in Caenorhabditis elegans, bei dem es trotz der Überexpression der katalytischen Einheit der Reversen Transkriptase der Telomerase zu einer Telomerlängenverkürzung kam, ohne dass die Lebensspanne beeinträchtigt wurde.
Fadenwürmer und insbesondere ihre Larven sind sehr widerstandsfähig gegen Detergentien, Säure, Salze, Kälte oder Hitze. Aus den Trümmern des beim im Wiedereintritt in die Atmosphäre 2003 zerstörten Space Shuttle Columbia konnten Behälter mit Caenorhabditis elegans geborgen und auch nach mehreren Monaten überlebende Nachkommen der Würmer nachgewiesen werden.